# Piper candollei
Piper candollei är en pepparväxtart som beskrevs av Luis Aloysius, Luigi Sodiro. Piper candollei ingår i släktet Piper och familjen pepparväxter. Inga underarter finns listade i Catalogue of Life.